# Immy Humes
Immy Humes (* in New York City, New York) ist eine US-amerikanische Regisseurin und Filmproduzentin.

## Leben
Humes wuchs als eine von vier Töchtern aus der ersten Ehe des Romanautors Harold L. Humes in New York City auf. Nach einem Studium an der Harvard University arbeitete sie als unabhängige Filmemacherin. Gleich ihre erste für den Sender PBS entstandene Filmarbeit, A Little Vicious, bei der sie als Regisseurin und Produzentin agierte, wurde 1992 als Bester Dokumentar-Kurzfilm für den Oscar nominiert. 1994 produzierte sie Michael Moores Fernsehserie TV Nation. Seither arbeitete sie für verschiedene Sender wie National Geographic und A&E Network.

## Filmografie (Auswahl)

### Produktion
- 1991: A Little Vicious (auch Regie)
- 1994: TV Nation
- 1995: Lost & Found
- 1995: Lizzie Borden Hash & Rehash (auch Regie)
- 1997: A Life Apart: Hasidism in America
- 2008: Independent Lens (auch Regie und Schnitt)

### Regie
- 2001: True Originals (auch Drehbuch)

## Auszeichnungen
Oscarverleihung 1992
- Bester Dokumentar-Kurzfilm-Nominierung  für A Little Vicious